# Batalha de Burnt Corn
A Batalha de Burnt Corn, também conhecida como a Batalha de Burnt Corn Creek, foi um embate entre o exército americano e os índios creeks ocorrido em 27 de julho de 1813, no atual sul do Alabama, integrando o cenário da Guerra Creek.

## Antecedentes
Em julho de 1813, Peter McQueen, um chefe creek, junto a um destacamento de guerreiros Red Sticks seguiram rumo a Pensacola, Flórida para comprarem munições, com 400 dólares e uma carta de um oficial britânico de Fort Malden. Nas palavras de McQueen, o governador espanhol lhes deu "um pequeno saco de pólvora para cada uma das dez aldeias, e cinco balas para cada homem." O governador apresentou este ato como "um presente amigável, para fins de caça".
Porém Samuel Moniac, um guerreiro creek, atestou em 2 de agosto de 1813: "High Head me disse que, quando eles voltaram com os suprimentos, outro contingente de homens retornaria para adquirirem mais munições; e que dez homens deveriam sair da aldeia, e eles calcularam 'cinco cavalos carregados para toda a aldeia'."

## A batalha
Os soldados estadunidenses em Fort Mims tomaram conhecimento da empreitada de Peter McQueen e organizaram rapidamente uma força liderada pelo coronel James Caller e pelo capitão Dixon Bailey, para interceptar o destacamento creek. Esta força se juntou aos voluntários de Fort Glass sob o comando de Samuel Dale. Os americanos emboscaram o contingente Red Stick enquanto dormiam na noite de 27 de julho de 1813, nas margens do riacho Burnt Corn(no atual condado de Escambia). A escaramuça ficou conhecida como "Batalha de Burnt Corn" e deve ser apreciada como um episódio da mais ampla Guerra Creek.
Os americanos dispersaram os Red Sticks, que fugiram para os pântanos vizinhos. Ensoberbecidos pela vitória, os americanos começaram o saque aos cavalos de carga Red Sticks. Do pântano, os creeks perceberam que os americanos haviam baixado a guarda; reagruparam-se e lançaram um ataque surpresa por conta própria, que pôs em fuga os americanos.

## Galeria

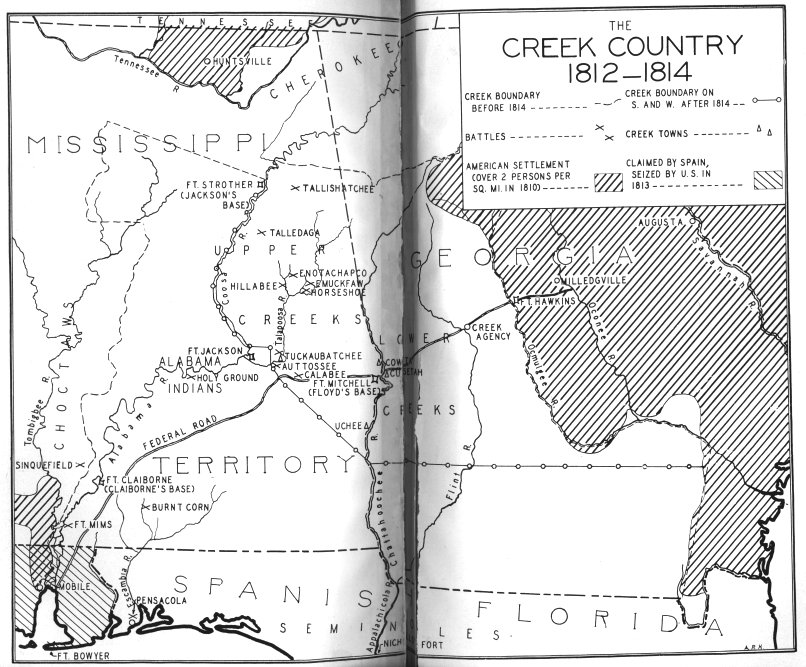
Mapa dos eventos no Alabama durante a Guerra de 1812. O local da batalha de Burnt Corn se situa na parte esquerda superior.